# Cases i associats
Cases i associats és un estudi de disseny gràfic especialitzat en disseny editorial amb seu a Barcelona, Buenos Aires i Miami. L'empresa ha fet el disseny editorial i gràfic d'alguns dels diaris més destacats entre finals del segle XX i principis del segle xxi. Té la seu a l'edifici Imagina, a l'avinguda Diagonal de Barcelona, i el seu director és Antoni Cases.